# Венеційський пекар (фільм, 1963)
«Венеційський пекар» (італ. Il fornaretto di Venezia) — франко-італійський фільм-драма 1963 року, поставлений італійським режисером Дуччо Тессарі за романом Франческо Даль'Онгаро.

## Сюжет
Початок XVI століття, Венеційська республіка. Молодого пекаря несправедливо звинувачують у вбивстві дворянина. Його судить Рада десяти. Усередині Ради зчіпляються дві партії: партія Гарцоні, що вирішила викоренити простолюдинів в уряді, вважає молодого плебея винним; ліберальніша партія Парми намагається довести невинність обвинуваченого. Сам Парма сподівається в найближчому часі стати дожем. Коли він розуміє, що його партія не зможе перемогти, він розкриває правду; він сам убив нещасного дворянина, який був чоловіком його коханки. Він зізнається надто пізно — пекаря встигли стратити.

## У ролях
| Жак Перрен           | ···· | П'єтро                     |
| Мішель Морган        | ···· | графиня Софія Дзено        |
| Енріко Марія Салерно | ···· | Салерно граф Лоренцо Парма |
| Сільва Кошина        | ···· | графиня Клеменца Парма     |
| Стефанія Сандреллі   | ···· | Аннелла                    |
| Гастоне Москін       | ···· | Гарцоні                    |
| Фред Вільямз         | ···· | Альвізе Гуоро              |

## Визнання
| Нагороди та номінації фільму «Венеційський пекар» | Нагороди та номінації фільму «Венеційський пекар» | Нагороди та номінації фільму «Венеційський пекар» | Нагороди та номінації фільму «Венеційський пекар» | Нагороди та номінації фільму «Венеційський пекар» | Нагороди та номінації фільму «Венеційський пекар» |
| Рік                                               | Кінофестиваль/кінопремія                          | Категорія/нагорода                                | Номінант                                          | Результат                                         |                                                   |
| ------------------------------------------------- | ------------------------------------------------- | ------------------------------------------------- | ------------------------------------------------- | ------------------------------------------------- | ------------------------------------------------- |
| 1964                                              | Італійський національний синдикат кіножурналістів | Срібна стрічка найкращому операторові             | Карло Карліні                                     | Номінація                                         |                                                   |